# Calhoun megye (Georgia)
Calhoun megye az Amerikai Egyesült Államokban, azon belül Georgia államban található. Megyeszékhelye és legnagyobb városa Morgan. Lakosainak száma 5573 fő (2020. április 1.). Calhoun megye Terrell, Dougherty, Baker, Early, Clay és Randolph megyékkel határos.

## Népesség
A megye népességének változása:
| Lakosok száma | 6710 | 6550 | 6509 | 6523 | 6479 | 5573 |
|               | 2010 | 2011 | 2012 | 2013 | 2015 | 2020 |